# 299-я бригада тактической авиации
299 бригада тактической авиации имени генерал-лейтенанта Василия Никифорова (укр. 299-та бригада тактичної авіації імені генерал-лейтенанта Василя Нікіфорова) (299 БрТА, в/ч А4465, пп В2137) — соединение тактической авиации Воздушных Сил Вооруженных Сил Украины. Состоит в составе Воздушного командования «Юг».
Бригада вооружена фронтовыми штурмовиками Су-25 разных модификаций.

## История
В 1976 году в городе Саки на базе 33 эскадрильи был создан 299 полк, 4 ноября 1976 года полк был официально переведен в ВМС СССР. Принимали участвие в войне в Афганистане, в частности в 1980 году участвовали в операции «Ромб».
В 1992 году после распада СССР 299-й корабельный штурмовой авиационный полк (в/ч 10535), находившийся в составе ВМФ СССР, перешёл под юрисдикцию Украины. По состоянию на 1992 год личный состав тренировался на самолётах вертикального взлета и посадки Як-38, готовился на взлетно-посадочном комплексе «Нить» к полетам с палубы авианосного корабля.
Приказом Министра обороны Украины в марте 1992 года 299-й полк был включен в состав Вооруженных Сил Украины. 8 апреля 1992 года личный состав полка под руководством командира полка полковника Евгения Тимофеевича Кабурова принял присягу на верность народу Украины.
В 1993 году 299 ошапа по подчинению ГНПЦ передали в состав 5-й Воздушной армии ВВС Украины (Одесса).
В апреле 1994 года соединение было переформировано на 299-й отдельный штурмовой авиационный полк, а 10 июня 1996 исключен из состава авиации ВМС Украины.
С 1996 — в составе 32-й бомбардировочной авиадивизии 5-го авиационного корпуса ВВС Украины. После расформирования в 2000 году управление 32 БАД — в подчинении командования 5-го авиационного корпуса.
В 2002 году полк был переформирован на 299-ю авиационную базу.
1 сентября 2003 создана 299-я авиабригада ВВС Украины, а в мае 2005 года бригада меняет место постоянной дислокации и передислоцируется на аэродром Кульбакино (Николаев).
По итогам 2012 года соединение было признано лучшей авиационной частью Воздушных Сил Вооруженных Сил Украины.

### Война на востоке Украины
С 2014 года бригада участвовала в боевых действиях в составе сил антитеррористической операции.

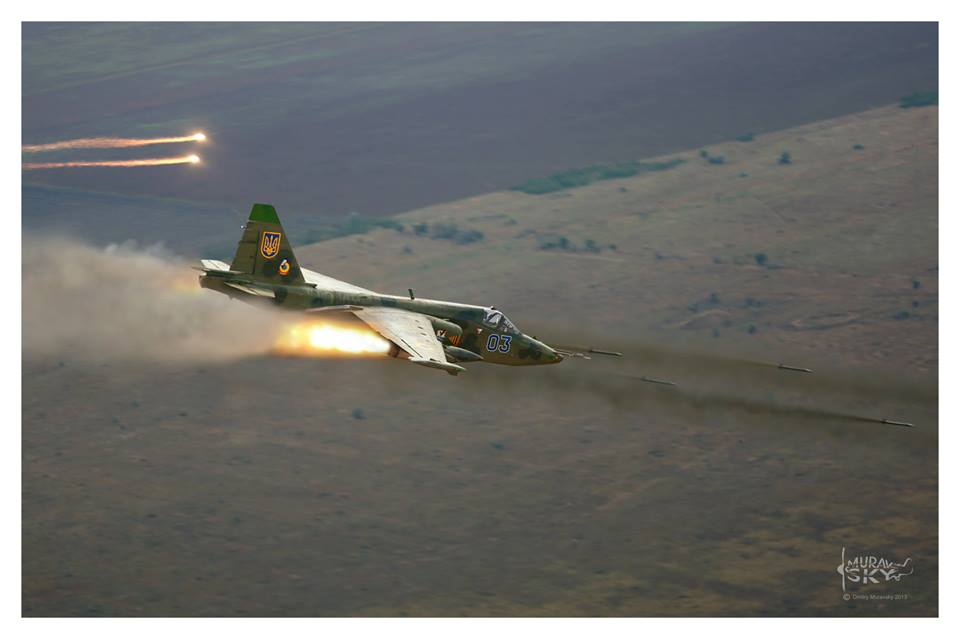
Су-25М1 299-й бригады тактической авиации на востоке Украины

Утром 16 июля пара Су-25М1 (борт 08 «синий» и 41 «синий») вышла в район Мариновки для поддержки пограничников, подвергавшихся атакам пророссийских сил. Штурмовики нанесли удары по колонне российской бронетехники, обнаруженной в лесополосе, но ведомый штурмовик (борт 41) был поврежден противником из ПЗРК. Капитан Владислав Волошин, ведущий пары, сопровождал самолёт товарища и давал инструкции. Поврежденный самолёт сбросил неотстрелянные боеприпасы в Днепр, летчикам удалось посадить самолёт на фюзеляж, без шасси, в Майорске, на почву парашютного аэродрома. В тот же день Владислав Волошин совершил ещё один вылет на выполнение боевого задания вблизи украинско-российской границы. Его пара, Су-25М1, бортовой номер 03 «синий», была подбита недалеко от г. Амвросиевка с территории РФ ракетой класса «воздух-воздух» российского истребителя МиГ-29 из состава 19-го истребительного авиационного полка 1-й смешанной авиационной дивизии. Пилот штурмовика успел катапультироваться и был спасен украинскими пограничниками.
29 августа 2014 года на помощь украинским подразделениям, которые при выходе из Иловайска потерпели массированный удар сводных подразделений боевиков и частей регулярной армии РФ, были направлены две пары штурмовиков Су-25. Владислав Волошин был ведущим первой пары Су-25, перед которой стояла задача уничтожить пророссийские части, перекрывшие путь выхода из Иловайска.
Пара Су-25 вышла в район пгт. Кутейниково, штурмовики развернулись и нанесли удар полным комплектом четырёх подвесок неуправляемых ракет С-8 каждый по позициям российских сил, наблюдая после залпа поражения бронетехники и грузовиков. Оба Су-25 после этого взяли курс на аэродром базирования и возвращались на предельно малой высоте — 50 метров. Такая высота снижает до минимума угрозу попасть в поле зрения вражеских средств ПВО. Однако штурмовик Су-25М1, бортовой номер 08 «синий», пилотируемый Владиславом Волошиным, был поражен и потерял управление. Пилоту удалось катапультироваться, через 4 дня он смог выйти к позициям украинских сил в районе с. Раздольное.
30 декабря 2015 года указом Президента Украины Петра Порошенко бригаде присвоили имя генерал-лейтенанта Василия Семеновича Никифорова.

### Вторжение России на Украину
24 февраля 2022 года погибли лётчики бригады подполковник Александр Жибров и капитан Александр Щербаков.
3 марта 2022 года погиб лётчик бригады капитан Вадим Мороз.
14 мая 2022 года в районе Гуляйполя погиб лётчик бригады Сергей Пархоменко.
26 июля 2022 года погиб начальник разведки бригады майор Александр Кукурба.
27 января 2023 года погиб командир авиационного звена капитан Даниил Мурашко
13 декабря 2024 года погиб лётчик во время выполнения боевого задания

## Обновление летного состава
В 2010 году, после проведения работ по модернизации, выполненных на предприятии «Одессаавиаремсервис», и завершения летных испытаний, первые два учебно-боевых самолёта L-39M1 были переданы 299-й бригаде тактической авиации.
26 июня 2012 ещё два самолёта L-39M1, с новым «пиксельным» камуфляжем, который «размывает» в полете силуэт самолёта и затрудняет его идентификацию, полученные этой же бригадой.
С апреля 2014 года по апрель 2015 года были отремонтированы и модернизированы и переданы в 299-ю бригаду 4 штурмовика СУ-25М1.
На осень 2015 года бригада была вооружена самолётами Су-25 и его модификациями и учебно-тренировочными Л-39 «Альбатрос» и L-39M1. В составе бригады находились 9 Су-25, 10 Су-25М1, 3 Су-25УБ, 2 Су-25УБМ1 и 5 L-39 «Альбатрос».
В декабре 2015 года ГП «Одессаавиаремсервис» передал 299-й бригаде модернизированный учебно-боевой самолёт L-39M1 (б/н 107).
В 2016 году бригада получила штурмовики СУ-25М1 (б/н 30, б/н 39), а также «спарку» СУ-25УБМ1 (б/н 62).
14 октября 2017, по случаю Дня защитника Украины, состоялась очередная передача техники президентом Украины. Был передан отремонтированный и модернизированный штурмовик Су-25М1 (б/н 31).
В июне 2018 года Запорожский государственный авиаремонтный завод «МиГремонт» передал 299-й бригаде тактической авиации Воздушных Сил модернизированный штурмовик Су-25М1К (б/н 20).
21 декабря 2018 президент Украины Петр Порошенко передал вооружение и военную технику командирами военных подразделений и боевых машин. Глава государства вручил соответствующие сертификаты на технику. 299-я бригада тактической авиации получила отремонтированный и модернизированный Су-25М1К (б/н 36). Всего в течение 2018 года в 299-ю бригаду тактической авиации было передано 3 штурмовика Су-25М1К.
8 апреля 2019 года Запорожский государственный авиаремонтный завод «МиГремонт» передал 299-й бригаде тактической авиации Воздушных Сил модернизированный штурмовик Су-25М1К (б/н 32).
1 июня 2020 года Запорожский государственный авиаремонтный завод «МиГремонт» передал 299-й бригаде тактической авиации Воздушных Сил очередной модернизированный штурмовик Су-25.

## Структура
- управление (в том числе штаб)
- 1-я авиационная эскадрилья
- 2-я авиационная эскадрилья
- 3-я авиационная эскадрилья

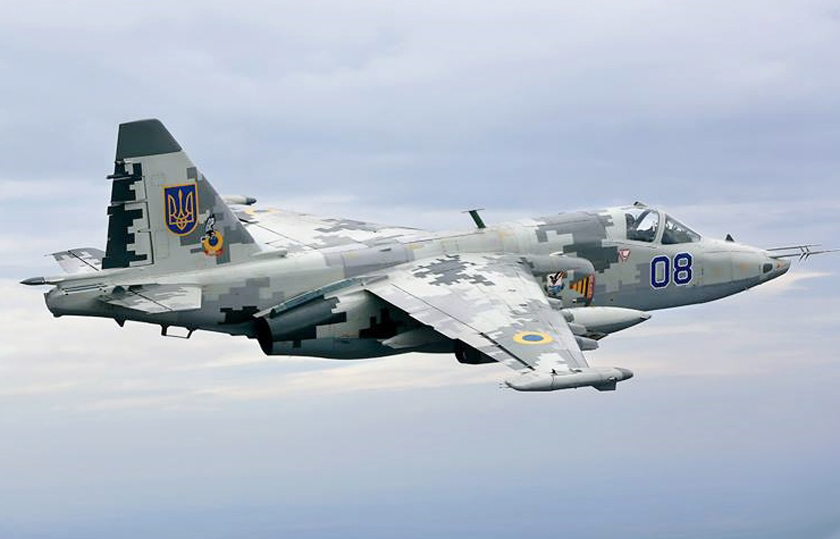
Су-25 299-й бригады тактической авиации

- батальон связи и радиотехнического обеспечения:
- узел радиотехнического обеспечения
- батальон аэродромно-технического обеспечения:
- техническая рота
- аэродромно-эксплуатационная рота
- батальон охраны:
- 1, 2 рота охраны
- зенитно-артиллерийский взвод
- инженерно-саперный взвод
- пожарный взвод
- медицинский пункт

## Командование

### Командиры бригады
- 18.06.1991-20.09.1995 — полковник Кабуров Евгений Тимофеевич
- 20.09.1995-16.03.1998 — полковник Шаров Николай Юрьевич
- 16.03.1998-24.12.1998 — подполковник Танцуев Анатолий Семенович
- 24.12.1998-24.12.2004 — полковник Ряба Николай Васильевич
- 24.12.2004-29.10.2009 — полковник Алимпиев, Андрей Николаевич[укр.]
- 29.10.2009-01.09.2011 — полковник Ищенко Сергей Александрович
- с 01.09.2011 — полковник Помогайбо Владимир Витальевич
- (2016) — полковник Дьяков, Александр Юрьевич[укр.][24]
- Самойлов Сергей

### Заместители командиров

#### Летняя подготовка
- полковник Шевцов, Юрий Сергеевич[укр.]

#### Воспитательная работа
- полковник Пархоменко, Игорь Валерьевич

## Награды
Ряд бойцов Бригады награждены званием Герой Украины:
- Антихович Андрей от 21 февраля 2025 г.[25]
- Мороз Вадим от 21 февраля 2025 г.[26]
- Самофалов Дмитрий от 2 августа 2024 г.
- Матуляк Геннадий[27] от 28 февраля 2022 г.
- Корпан Александр
- Середюк Егор от 20 апреля 2022
- Пархоменко Сергей от 20 мая 2022
- Кукурба А.
- Ростислав от 4 августа 2023
- Благовестный Вадим
- Рыков от 24 февраля 2024
- Солоп от 21 февраля 2025